# 隆之勝伸明
隆之勝 伸明（日语： Takanoshou Nobuaki、1994年11月14日—），本名石井 伸明（日语： Ishi Nobuaki），是一名出生於日本千葉縣柏市的現役大相撲力士，所屬的部屋為常盤山部屋（入門時為千賀之浦部屋）。他身高183公分，體重155公斤，血型為O型。最高排名為西關脇（2020年11月場所 - 2021年5月場所、2022年1月場所-）。喜歡的食物是肉料理（特別是生姜燒肉）、白米。最喜歡的一句話是：「笑口常開，家族有福。」

## 生涯
石井伸明在家中的六個孩子裡排行老四，相較於其他兄弟姊妹單薄的身材，他的體格較為壯碩。他在小學三年級時加入家鄉——千葉縣的「柏相撲少年團」，開始正式的相撲訓練。伴隨著父親嚴格的要求，一開始討厭練習的石井伸明也逐漸變得積極。少年團每周會練習2-3次，每次4個小時，而隨著年級的增長，石井伸明開始自主訓練，在那時，他每周練習完，會在家裡多踏30分鐘的四股。中學時期石井伸明曾代表千葉縣，作為團體賽的一員，在全國中學相撲錦標賽出場，前幕內力士大翔鵬也是代表團的一員。中學畢業後，石井伸明加入了千賀之浦部屋，並以「舛之勝」為四股名開始相撲生涯，四股名的第一個字「舛」取自師傅19代千賀之浦（前關脇・舛田山）。
2010年3月場所，舛之勝初次於土俵登場，之後的兩年，他慢慢地爬升至幕下階級。2016年4月，19代千賀之浦退休，由第20代千賀之浦（前小結・隆三杉）接任部屋的師傅，部屋也由出羽海一門移籍至貴乃花一門，舛之勝在與同一門的貴乃花部屋及阿武松部屋進行的共同練習下，在幕下前段站穩了腳步。2017年1月，他進行了四股名的變更。同年11月，舛之勝晉升十兩，是家鄉柏市44年來再度有人成為關取，也是柏市當地的一大新聞。晉升十兩的同時，舛之勝將四股名再改為「隆之勝」，第一個字同樣取自師傅現役時的四股名。晉升時隆之勝的感想是：「真的像在做夢一樣，非常非常開心能達成目標。」「同期生的輝、（年紀更小的）阿武咲跟貴景勝都已經大放異彩了，可不能輸給他們。」
晉升十兩後的隆之勝持續獲得勝越，並在2018年5月場所達到離晉升幕內十分接近的西十兩3枚目，但最終取得負越，第一次挑戰晉升以失敗告終。同年7月場所，他繳出13勝2敗的好成績，雖在與貴之岩進行的優勝爭奪戰中惜敗，但也確定晉升至幕內。在兩國國技館內接受訪問時，隆之勝說：「幕內就像電視裡才會出現的世界，很高興自己的名字能被寫在幕內的番付上，非常非常高興。」師傅也希望將他培養為三役以上的力士——如同師傅自身達到的成就。
2019年4月20日的春巡業柏場所在隆之勝的家鄉舉行，該地的電視台及報社等特別對他進行採訪，五個兄弟姊妹在內的的全家人也都前往幫他加油，如此高規格的待遇，使得他在出生地風光的結束巡業。2020年3月場所，隆之勝在無觀眾比賽的前9天就拿到了8勝，成為有力的優勝競爭者，最後他也以12勝3敗的好成績，拿到敢鬥賞，同時是他個人的第一個三賞。同年9月場所，位居西前頭筆頭的隆之勝繳出了10勝5敗的戰績，並確定晉升三役。接著在11月場所，隆之勝以新三役、同時是新關脇的地位，拿到8勝7敗的勝越，也是平成以後第四位新三役同時是新關脇、且又取得勝越的力士。2020年11月26日，千賀之浦親方因名跡交換，部屋改名為常盤山部屋，隆之勝也改隸屬於常盤山部屋。
2021年11月場所，隆之勝取得了11勝4敗的好成績，在附帶千秋樂勝利的條件達成下，獲得了自己的第二個敢鬥賞，也成功在下個場所回到三役。2022年2月4日，包含隆之勝在內的多位關取力士感染新冠肺炎。

## 戰績
統計至2022年1月場所

### 總戰績
- 總戰績：381勝293敗9休（70場所）
- 幕内戰績：122勝103敗（15場所）

### 三賞・金星
- 三賞：2次
  - 敢鬥賞：2次（2020年3月場所、2021年11月場所）
- 金星：無

### 各場所戰績
| | 1月場所 初場所（東京） | 3月場所 春場所（大阪） | 5月場所 夏場所（東京） | 7月場所 名古屋場所（愛知） | 9月場所 秋場所（東京） | 11月場所 九州場所（福岡） |
| --- | ---------------------- | ---------------------- | ---------------------- | -------------------------- | ---------------------- | ------------------------- |
| 2010年 （平成22年） | x                      | （前相撲）             | 東 序之口 #17 4–3      | 西 序二段 #103 5–2         | 西 序二段 #55 5–2      | 西 序二段 #13 2–5         |
| 2011年 （平成23年） | 西 序二段 #52 4–3      | 作假醜聞 比賽取消      | 西 序二段 #26 5–2      | 西 三段目 #75 5–2          | 西 三段目 #45 3–4      | 東 三段目 #62 5–2         |
| 2012年 （平成24年） | 東 三段目 #36 5–2      | 西 三段目 #10 4–3      | 東 幕下 #60 4–3        | 西 幕下 #51 4–3            | 西 幕下 #44 4–3        | 東 幕下 #36 3–4           |
| 2013年 （平成25年） | 西 幕下 #44 6–1        | 東 幕下 #18 3–4        | 東 幕下 #28 4–3        | 東 幕下 #23 2–5            | 東 幕下 #40 3–4        | 西 幕下 #46 2–5           |
| 2014年 （平成26年） | 東 三段目 #1 4–3       | 東 幕下 #53 4–3        | 東 幕下 #46 4–3        | 西 幕下 #38 3–4            | 東 幕下 #48 2–5        | 東 三段目 #11 5–2         |
| 2015年 （平成27年） | 東 幕下 #48 6–1        | 東 幕下 #20 5–2        | 東 幕下 #12 2–5        | 西 幕下 #29 5–2            | 西 幕下 #14 2–5        | 東 幕下 #32 4–3           |
| 2016年 （平成28年） | 東 幕下 #26 4–3        | 東 幕下 #22 5–2        | 東 幕下 #11 3–4        | 東 幕下 #17 4–3            | 西 幕下 #13 5–2        | 東 幕下 #6 2–5            |
| 2017年 （平成29年） | 東 幕下 #15 5–2        | 東 幕下 #8 4–3         | 西 幕下 #6 4–3         | 東 幕下 #5 4–3             | 東 幕下 #3 6–1         | 西 十兩 #13 9–6           |
| 2018年 （平成30年） | 東 十兩 #9 9–6         | 西 十兩 #6 8–7         | 西 十兩 #3 7–8         | 東 十兩 #4 13–2            | 東 前頭 #14 8–7        | 西 前頭 #13 4–11          |
| 2019年 （令和元年） | 西 十兩 #2 2–4–9       | 東 十兩 #13 11–4       | 東 十兩 #4 7–8         | 西 十兩 #4 9–6             | 東 十兩 #2 10–5        | 西 前頭 #12 10–5          |
| 2020年 （令和2年） | 東 前頭 #9 7–8         | 東 前頭 #9 12–3 敢     | 新冠肺炎肆虐 比賽取消  | 東 前頭 #2 8–7             | 西 前頭 #1 10–5        | 西 關脇 8–7               |
| 2021年 （令和3年） | 西 關脇 9–6            | 西 關脇 8–7            | 西 關脇 5–10           | 東 前頭 #2 8–7             | 西 前頭 #1 7–8         | 西 前頭 #2 11–4 敢        |
| 2022年 （令和4年） | 西 關脇 7–8            | 東 小結 4–11           | 西 前頭 #4 11–4 殊★    | 西 前頭 1–6–8              | 西 前頭 #10 8–7        | 東 前頭 #9 7–8            |
| 2023年 （令和5年） | 東 前頭 #9 6–9         | 西 前頭 #11 –          | x                      | x                          | x                      | x                         |
| 各欄数字按「勝-負-休場」表示。 優勝 引退 十兩･幕下 三賞：敢=敢鬬賞、殊=殊勛賞、技=技能賞 其他：★=金星 番付階級：幕内 - 十兩 - 幕下 - 三段目 - 序二段 - 序之口 幕内序列：横綱 - 大關 - 關脅 - 小結 - 前頭（「#数字」为出场顺序） |                        |                        |                        |                            |                        |                           |

## 四股名
- 舛之勝 伸明（日文漢字：舛ノ勝 伸明，ますのしょう のぶあき）2010年3月場所 - 2016年11月場所
- 舛之勝 伸明（日文漢字：舛の勝 伸明，ますのしょう のぶあき）2017年1月場所 - 2017年9月場所
- 隆之勝 伸明（たかのしょう のぶあき）2017年11月場所 -

## 註解
1. ↑  無観客場所を沸かす「おにぎり君」　優勝戦線に踏みとどまる平幕・隆の勝はどんな力士？ （页面存档备份，存于）YAHOO!ニュース
2. ↑  『大相撲ジャーナル』2017年12月号p122 -123
3. ↑  隆の勝　10年で開花、中卒たたき上げ／プロに聞く （页面存档备份，存于）日刊スポーツ
4. ↑  四股名日文由舛ノ勝改為舛の勝，但中譯相同，故在文中仍以舛之勝稱之
5. ↑  『大相撲中継』2017年11月18日号 p57
6. ↑  隆の勝が新入幕「本当にうれしい」初土俵から８年半 （页面存档备份，存于）日刊スポーツ
7. ↑  柏市出身隆の勝、ご当所巡業で晴れ姿「三役目指す」 （页面存档备份，存于）日刊スポーツ
8. ↑  千賀ノ浦親方が「常盤山」を継承・襲名　千賀ノ浦部屋は常盤山部屋に変更 （页面存档备份，存于）『デイリースポーツ』
9. ↑  照ノ富士、貴景勝ら相撲界17人新型コロナ陽性　関取衆12人　春日野親方ら親方衆４人　行司１人 （页面存档备份，存于）日刊スポーツ
10. ↑  進入十兩優勝決定戰
11. ↑  因右膝前十字韌帶受傷而於第3日起中途休場，第9日起重新出場，第11日開始再次休場
12. ↑  該場所不開放觀眾
13. 1 2 3  於東京進行比賽
14. ↑  該場所至第3日為止不開放觀眾